# Słucham Cię w radiu co tydzień
Słucham Cię w radiu co tydzień – singel polskiej piosenkarki Ani Karwan, wydany 26 kwietnia 2019 i promujący album Ania Karwan.
Kompozycja zdobyła trzy z czterech możliwych wyróżnień (nagrodę jury, za słowa do piosenki, a także za muzykę) w konkursie Premier podczas 56. Krajowego Festiwalu Piosenki Polskiej w Opolu. Nagranie znalazło się na 3. miejscu listy Top-15 Wietrznego Radia, a także na 15. pozycji Szczecińskiej Listy Przebojów.

## Geneza utworu i historia wydania
Tekst do utworu przy współpracy z wokalistką napisała Karolina Kozak, a muzykę wraz z wokalistką skomponowali Bogdan Kondracki oraz Tomasz Świerk. Wokalistka zapytana o to, kto jest adresatem utworu i o czym on traktuje, odpowiedziała:

To pozostanie moją słodką tajemnicą. Za każdym razem, kiedy śpiewam tę piosenkę, rozpala się w moim sercu iskra. Ona jeszcze się tli i pewnie będzie na zawsze.

Singel ukazał się w formacie promo oraz digital download 26 kwietnia 2019 na terenie Polski.
22 maja 2019 utwór został zaprezentowany telewidzom stacji TVN w programie Dzień dobry TVN. Sześć dni później singel w wersji akustycznej został wykonany na żywo w ramach cyklu recitali Poplista Live Sessions radia RMF FM. 15 czerwca 2019 singel został zaprezentowany w konkursie Premier podczas 56. Krajowego Festiwalu Piosenki Polskiej w Opolu i okazał się zwycięzcą. Oprócz nagrody jury (czeku na 35 000 złotych), wokalistka otrzymała także dwie inne nagrody przyznane przez Stowarzyszenie Autorów ZAiKS (za muzykę i słowa do piosenki). 14 sierpnia 2019 utwór wybrzmiał podczas koncertu Love to Dance na festiwalu Top of the Top w Sopocie. 13 września 2019 wokalistka wykonała singel w ramach cyklu koncertów Blackout w Studiu Koncertowym S-1 Radia Szczecin.
Utwór był jedną z piętnastu finałowych propozycji w ramach organizowanego przez OGAE konkursu piosenki OGAE Song Contest 2019 (zwycięzcą konkursu okazał się inny singel wokalistki, „Głupcy”).

## Teledysk
Do utworu powstał teledysk w reżyserii Dawida Klepadło, który udostępniono w dniu premiery singla za pośrednictwem serwisu YouTube. W wideoklipie piosenkarka wystąpiła wraz z Konradem Jałowcem.

## Lista utworów
- Promo, digital download[12][13]

1. „Słucham Cię w radiu co tydzień” – 3:17

## Pozycje na listach przebojów
Utwór znalazł się na 3. miejscu listy Top-15 Wietrznego Radia, a także na 15. pozycji na Szczecińskiej Liście Przebojów Radia Szczecin.
| Kraj   | Lista (2019)                                 | Najwyższa pozycja |
| ------ | -------------------------------------------- | ----------------- |
| Polska | Wietrzne Radio (Top-15)                      | 3                 |
| Polska | Radio Szczecin (Szczecińska Lista Przebojów) | 15                |

## Certyfikaty
| Kraj          | Certyfikat         | Sprzedaż |
| ------------- | ------------------ | -------- |
| Polska (ZPAV) | 2× platynowa płyta | 40 000+  |